# Norbert Fischer (Historiker)

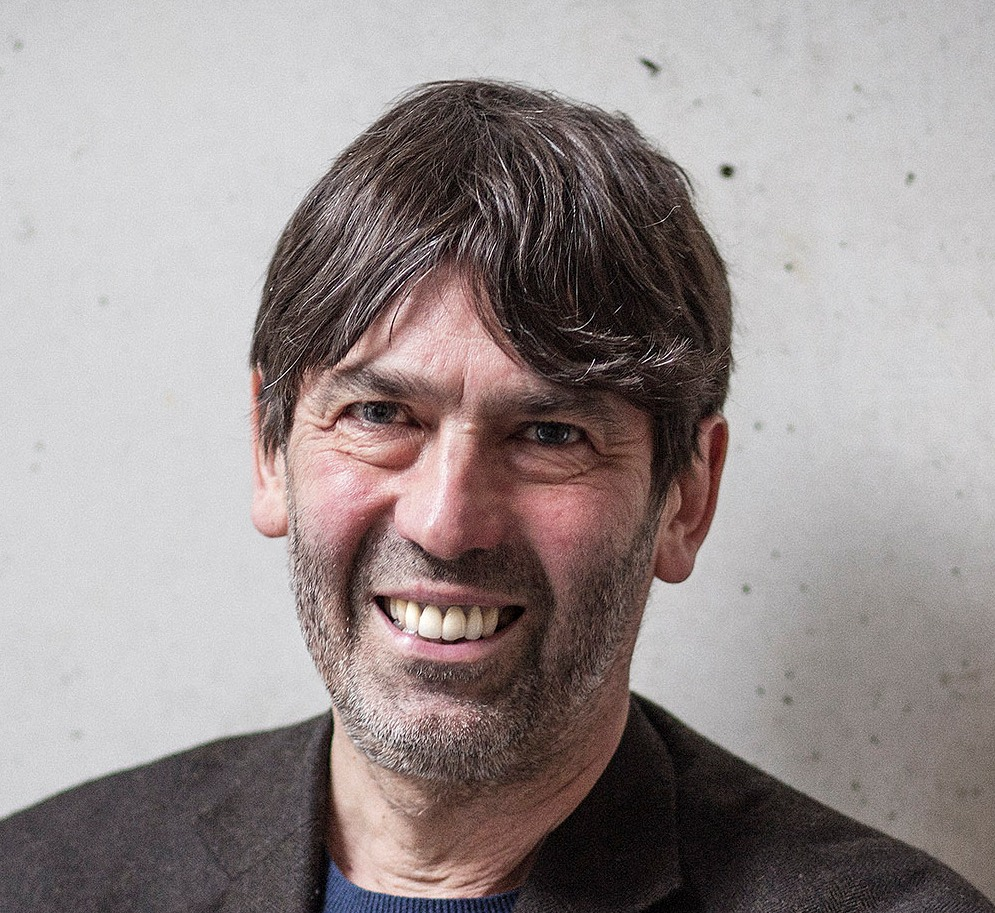
Norbert Fischer (2015)

Norbert Bruno Joachim Fischer (* 18. August 1957 in Hemmendorf) ist ein deutscher Sozial- und Kulturhistoriker.

## Leben
Norbert Fischer studierte von 1979 bis 1986 Volkskunde, Sozial- und Wirtschaftsgeschichte, Soziologie und Philosophie an der Universität Hamburg (Abschluss Magister Artium). 1994 wurde er mit der Dissertation Vom Gottesacker zum Krematorium. Eine Sozialgeschichte der Friedhöfe in Deutschland seit dem 18. Jahrhundert an der Universität Hamburg promoviert.
2004 habilitierte er sich mit dem Werk Wassersnot und Marschengesellschaft – Zur Geschichte der Deiche in Kehdingen an der Universität Hamburg und wurde Privatdozent für Sozial- und Wirtschaftsgeschichte am Historischen Seminar der Universität Hamburg, 2007 wurde er zum Honorarprofessor am Institut für Volkskunde/Kulturanthropologie der Universität Hamburg ernannt. Norbert Fischer hat u. a. an den Universitäten Hamburg, Wien, Göttingen, Kiel und Murcia unterrichtet und ist als wissenschaftlicher Mitarbeiter des Landschaftsverbandes Stade e. V. tätig. Er hatte Gast- und Vertretungsprofessuren an den Universitäten Wien und Eichstätt. 2019 erhielt er zusammen mit Michael Ehrhardt den Hermann-Allmers-Preis für Regionalforschung in Anerkennung ihrer mehrbändigen Studien zur Deich- und Küstengeschichte im Elbe-Weser-Raum.

## Forschungsschwerpunkte
Seine Forschungsschwerpunkte sind Geschichte des Todes (Friedhofsgeschichte und Trauer- und Bestattungskultur) sowie Gedächtnis- und Erinnerungskultur und Landschaftsgeschichte und Landschaftstheorie. Darüber hinaus forscht er zu Stadt-Land-Beziehungen (insbesondere zur Regionalgeschichte des Hamburger Umlandes und der Metropolregion Hamburg) sowie zur Sozial- und Kulturgeschichte der Nordseeküste.

### Friedhof, Tod und Trauer- und Bestattungskultur – Gedächtnis- und Erinnerungskultur
Ein Themenschwerpunkt ist die Friedhofs-, Trauer- und Bestattungskultur. Hierzu veröffentlicht er ab 1992 Forschungsarbeiten.
Mit seiner Dissertation Vom Gottesacker zum Krematorium. Eine Sozialgeschichte der Friedhöfe in Deutschland seit dem 18. Jahrhundert wurde er 1994 an der Universität Hamburg promoviert. Wichtige Werke schrieb er mit dem 1997 erschienenen Wie wir unter die Erde kommen – Sterben und Tod zwischen Trauer und Technik, Geschichte des Todes in der Neuzeit (2001), Nekropolis – Der Friedhof als Ort der Toten und der Lebenden (2005, Hrsg., zusammen mit Markwart Herzog) sowie Neue Bestattungskultur – Tod, Trauer und Friedhof im Wandel (2013). Zudem ist er Verfasser zahlreicher Artikel zum Thema Friedhof und Grabmal Tod und Trauer- und Bestattungskultur.
Norbert Fischer ist Mitglied im Beirat für Grundlagenforschung des Instituts für Sepulkralkultur Kassel; Vorstandsmitglied der AG Friedhof und Denkmal; Mitglied im Beirat des Bundesverbandes Verwaiste Eltern in Deutschland e. V.; Mitherausgeber der Kasseler Studien zur Sepulkralkultur; Redaktionsleiter der Zeitschrift für Trauerkultur; Redaktionsmitglied bei Friedhof und Denkmal, Mitveranstalter von Transmortale – Neue Forschungen zum Thema Tod (I–V), Redaktionsmitglied der Zeitschrift Friedhof und Denkmal.
In diesem Zusammenhang hat er sich seit 2007 verstärkt allgemeinen Fragen der Gedächtnis- und Erinnerungskultur zugewandt, nicht zuletzt der Materialisierung im öffentlichen Raum und in der maritimen Gesellschaft (maritime Memorials). Seine Forschungen mündeten in dem 2016 veröffentlichten Band Gedächtnislandschaften in Geschichte und Gegenwart – Kulturwissenschaftliche Studien.

### Landschafts- und Regionalgeschichte
Ein weiterer Forschungsschwerpunkt ist die Landschafts- und Regionalgeschichte. Seit 1995 forscht und schreibt er über die Geschichte der Metropolregion Hamburg, wobei er insbesondere auch über den Kreis Stormarn referierte.
Überschneidend zum Projekt um die Geschichte und Wandlung der Metropolregion Hamburg begann er ab 2000 im Auftrag des Landschaftsverbands Stade mit einem Forschungsprojekt zum Thema „Deichbau und Sturmfluten in Kehdingen, im Land Hadeln, an der Oste und in Ritzebüttel/Cuxhaven“. In den Jahren 2005 bis 2007 folgte ein Forschungsprojekt zu „Inszenierungen der Küste“ der Isa Lohmann-Siems-Stiftung (Hamburg, mit Brigitta Schmidt-Lauber und Susan Müller-Wusterwitz).
2004 habilitierte er sich mit dem Werk Wassersnot und Marschengesellschaft – Zur Geschichte der Deiche in Kehdingen an der Universität.
Zu den jüngsten Forschungsprojekten gehören Landschaftsgeschichte und Landschaftstheorie. Unter anderem veröffentlichte er in der „Zeitschrift für Volkskunde“ 2007 einen Aufsatz über „Landschaft als kulturwissenschaftliche Kategorie“. Norbert Fischer wirkte beim Kongress (Dresden 2009) und Tagungsband „Landschaft quer denken. Theorien – Bilder – Formationen“ mit, ebenso an „Das Elbe-Weser-Dreieck – Eine kleine Landeskunde“ (Stade 2013). Besonderes Interesse gilt der Flusslandschaft und der Küstenlandschaft der Nordsee und Ostsee. Hierzu forschte und publizierte er in den letzten Jahren, u. a. ist er Mitveranstalter der Tagungen „Flüsse in Norddeutschland“ (Publikation 2013) sowie „Die Elbe – Fluss ohne Grenzen“ (Publikation 2017).

## Preisverleihungen
- Hermann-Allmers-Preis 2019[2]

## Veröffentlichungen (Auswahl)
- Wie wir unter die Erde kommen. Sterben und Tod zwischen Trauer und Technik. Fischer, Frankfurt am Main 1997, ISBN 3-596-13480-3
- Der wilde und der gezähmte Fluss. Zur Geschichte der Deiche an der Oste. Landschaftsverband Stade, Stade 2011, ISBN 978-3-931879-50-1.
- mit Ortwin Pelc: Flüsse in Norddeutschland. Zu ihrer Geschichte vom Mittelalter bis in die Gegenwart. Neumünster/Stade 2013.
- Gedächtnislandschaften in Geschichte und Gegenwart. Kulturwissenschaftliche Studien. Springer VS, Wiesbaden 2016, ISBN 978-3-658-13745-8.
- Seedeiche und Sturmfluten. Zur Geschichte der Deiche in Cuxhaven und auf der Insel Neuwerk. Landschaftsverband Stade, Stade 2016.
- Zwischen Wattenmeer und Marschenland: Deiche und Deichforschung an der Nordseeküste, Stade 2021